# Sumpffrankolin

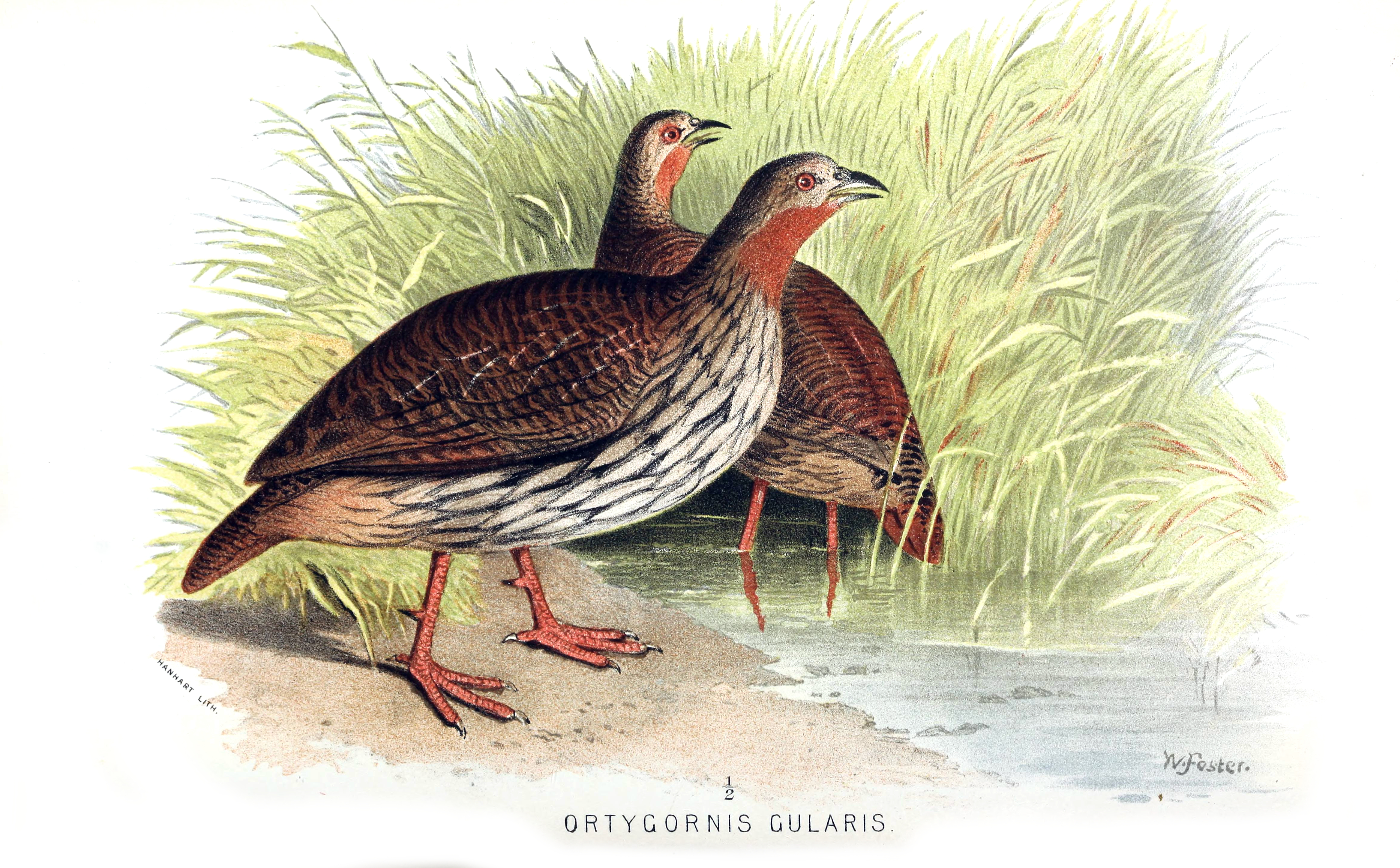
Sumpffrankoline aus Hume & Marshall, 1880

Der Sumpffrankolin (Ortygornis gularis, Syn.: Francolinus gularis) ist eine monogame Art der Gattung der Frankoline (seit 2021 der Gattung der Ortygornis) aus der Familie der Fasanenartigen (Phasianidae), der ursprünglich in den Alluvialebenen von Nordindien bis nach Bangladesch vorkam. Er ist im Vergleich zu anderen Frankolinen groß und langbeinig.
Durch die Zerstörung seines natürlichen Lebensraumes sowie intensive Bejagung ist der Sumpffrankolin in Bangladesch mittlerweile ausgestorben und in den anderen Teilen seines Verbreitungsgebietes vom Aussterben bedroht. Deshalb wird der Sumpffrankolin, der noch in den 1970er Jahren gelegentlich im Ziervogelhandel zu erwerben war, seit einigen Jahren per Gesetz geschützt.

## Erscheinungsbild
Der Sumpffrankolin erreicht eine Körperlänge von 36 bis 37 Zentimetern und wiegt durchschnittlich etwa 500 Gramm. Er zählt damit zu den größeren Frankolinen. Verglichen mit anderen Frankolinen ist er außerdem langbeinig.
Es gibt keinen ausgeprägten Geschlechtsdimorphismus. Männchen und Weibchen haben einen braunen Scheitel und Hinterhals, die beide in einem dunkleren Ton fein quergebändert sind. Der Überaugenstreif und ein schmales Band unterhalb des Auges sind isabellfarben. Die Körperoberseite ist dunkelbraun, die einzelnen Federn sind ockerfarben und dunkelbraun quergebändert. Auf den Oberschwanzdecken und den mittleren Steuerfedern haben diese Querbänder ein wellenförmiges Muster. Die äußeren Steuerfedern sind rotbraun und an ihrem Ende hellgelb gesäumt.
Kinn, Kehle und die Kopfseiten sind rötlich braun bis kastanienbraun. Der Grundton der Körperunterseite ist weiß bis hell isabellfarben. Die einzelnen Federn weisen zunächst einen breiten cremefarbenen und außen einen schmalen braunen Saum auf; die dadurch entstehende Musterung ist am dichtesten an der Brust, die Musterung nimmt in Richtung Bauch ab. Bauchmitte sowie der Steiß sind rötlich. Die Unterschwanzdecken sind dunkelbraun.
Sumpffrankoline haben eine braune bis karminrote Iris. Der Schnabel ist schwarz und hellt zur Spitze zu einem Hornweiß auf. Die Beine sind rötlich. Die Männchen haben an ihren Läufen einen kurzen, stumpfen Sporn, der bei den Weibchen völlig fehlt oder nur rudimentär vorhanden ist.
Jungvögel gleichen den adulten Vögeln, sind aber insgesamt matter gefärbt. Bei ihnen ist die Kehle noch isabellfarben statt rötlich braun. Die Federmusterung auf der Körperunterseite ist braun und nicht schwarz.

## Stimme
Der Ruf des Sumpffrankolins besteht aus einer langen Reihe von scharfen chuill-chuill-chuill-Tönen, die etwa alle acht Sekunden erklingen. Es sind vermutlich die Antwortrufe der Weibchen auf die ko-ko-kärr-Rufe des Männchens. Die Männchen rufen vom Boden oder aufgebaumt von Büschen und kleinen Bäumen und nehmen dabei eine aufrechte Körperhaltung ein, bei der der Hals fast senkrecht nach oben gestreckt ist.

## Verbreitung

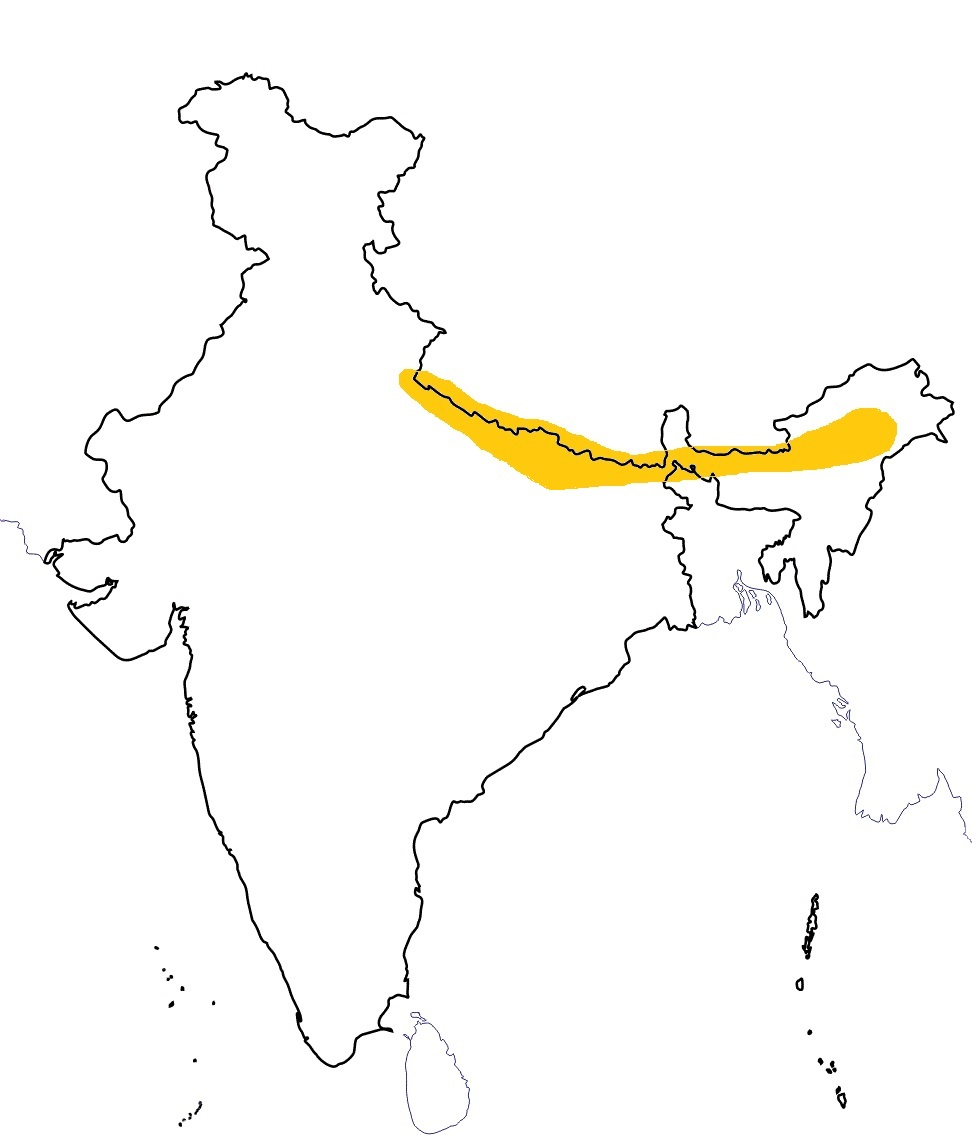
Verbreitungsgebiet

Der Sumpffrankolin lebt im Stromgebiet von Ganges und Brahmaputra. Das historische Verbreitungsgebiet reichte vom Norden und Nordosten Indiens bis nach Bangladesch. Kleine Teile des Verbreitungsgebietes befinden sich im äußersten Südwesten und Südosten Nepals. Auf Grund des Bestandsrückgangs gilt er in Bangladesch mittlerweile als ausgestorben und in Nepal leben nur noch weniger als 500 Vögel.
Der Sumpffrankolin bevorzugt großflächige, feuchte bis sumpfige Graslandschaften in Tiefebenen bis zu 250 Höhenmetern, die saisonal überflutet werden. Er kommt insbesondere auf großen, mit Schilf- und Pfahlrohr bestandenen Flächen vor, arrangiert sich aber auch mit Zuckerrohrplantagen und Reisfeldern. Bei extremen Hochwassern wechselt er gelegentlich auch in höhere Lagen.

## Lebensweise
Die Sumpffrankoline sind scheue Vögel, die in ihrem Lebensraum grundsätzlich schwer zu beobachten sind. Sie leben meist in Paaren oder kleinen Familiengruppen und halten sich überwiegend in Wasserrandnähe im dichten Uferbewuchs auf. Sie durchwaten dabei auch Seichtwasser und überwinden tiefere Wasserstellen, indem sie über niederliegende Schilfpflanzen klettern. Fühlen sie sich gestört, fliehen sie gewöhnlich zu Fuß. Erst sehr spät fliegen sie mit lautem Flügelburren und gellenden Gackerrufen auf. Sie sind in der Lage, kurze Distanzen in schnellem und kraftvollen Flug zurückzulegen.
Ihre Anwesenheit verraten Sumpffrankoline gewöhnlich vorwiegend durch ihre Rufe. Sie sind jedoch in den Morgen- und Abendstunden gelegentlich auf der Nahrungssuche auch am Rand von landwirtschaftlichen Flächen oder an Wegrändern zu sehen. Während der heißen Mittagsstunden baumen sie in Bäumen oder Sträuchern auf, die auf kleinen Bodenerhebungen stehen, oder suchen Schutz in dichten Schilfbeständen.
Sumpffrankoline fressen überwiegend Wurzelknollen, Samen und Blüten von Sumpfpflanzen sowie Getreide wie beispielsweise heranreifenden Reis. Die Küken werden jedoch bis zu einem Alter von einem Monat überwiegend mit Insekten gefüttert.

## Fortpflanzung
Die Fortpflanzungszeit des Sumpffrankolins fällt in den Zeitraum Februar bis Mai, der Höhepunkt liegt in den Monaten März und April und liegt damit unmittelbar vor dem Beginn der Regenzeit. Während der Brutzeit sind die Männchen sehr aggressiv gegenüber Artgenossen. Es kommt dabei zu Kämpfen zwischen den Männchen, bei denen diese vorwiegend die Schnäbel und weniger ihre Sporne einsetzen. Männchen weisen in dieser Zeit entsprechend häufig Verletzungen an Kopf, Hals und Brust auf.
Die Art ist monogam. Das Nest wird allein vom Weibchen erbaut und ist im Vergleich zu denen anderer Frankolinarten ein sorgfältig konstruierter Bau. Zum Nestbau werden vom Weibchen krautige Pflanzen und Grashalme verwendet. Das Nest weist eine tiefe Nistmulde auf, was nach Raethel eine Anpassung an den Lebensraum mit seinem feuchten Untergrund ist. Es befindet sich typischerweise im dichten Unterholz auf kleinen Bodenerhebungen, die meist nur wenige Zentimeter oberhalb der Wasseroberfläche liegen.
Das Gelege besteht aus 4–7 Eiern. Die Eier sind blass isabellfarben und entweder ohne jegliche Markierung oder sie weisen rötliche Sprenkel und Flecken auf. An der Aufzucht der Küken ist das Männchen beteiligt.

## Bestandsentwicklung
Der Rückgang des Sumpffrankolins ist primär auf eine Vernichtung seines Lebensraumes zurückzuführen. Die mit Schilf- und Pfahlrohr sowie Gras bestandenen großen Alluvialebenen sind seit den 1950er Jahren zunehmend vom Menschen urbar gemacht worden. Großflächig sind sie heute nur noch in Nationalparks zu finden. Die Bestände des Sumpffrankolins sind entsprechend zurückgegangen. Dort, wo sich noch Restpopulationen außerhalb von Nationalparks halten konnten, ist ihr Lebensraum stark fragmentiert, die Populationen voneinander isoliert. Ihr Bruterfolg ist wegen häufiger Störung durch den Menschen gering.

## Sumpffrankolin und Mensch

### Verwendung für Hahnenkämpfe
In ländlichen Regionen des heutigen Bangladeschs nutzte man bis zum Beginn des 20. Jahrhunderts die Aggressivität der Sumpffrankolin-Hähne aus, um mit ihnen Hahnenkämpfe zu veranstalten, auf deren Ausgang hohe Geldbeträge gewettet wurden. Um solche Hähne heranzuziehen, wurden Eier aus Nestern von Sumpffrankolinen entnommen und in eine mit Baumwolle ausgefütterte, halbierte Schale einer Kokosnuss gelegt. Diese Schale band man sich auf den Bauch. Das Ei wurde so mit Hilfe der menschlichen Körperwärme ausgebrütet, bis nach spätestens 24 Tagen das Küken schlüpfte.
Es ist nicht bekannt, wie diese Küken aufgezogen und auf Hahnenkämpfe vorbereitet wurden, da dies in dieser Form nicht mehr praktiziert wird. Es wurden auf den Ausgang solcher Kämpfe jedoch größere Geldbeträge gewettet, von denen der Besitzer eines so mühselig herangezogenen Hahns profitierte. In vergleichbarer Weise wurden im Gebiet des heutigen Bangladeschs auch Wasserhähne – anders als der Sumpffrankolin ein Vogel aus der Familie der Rallen – herangezogen.

### Haltung in Europa
Sumpffrankoline wurden in Europa erstmals 1864 im Londoner Zoo gehalten. Der Berliner Zoo zeigte diese Art 1900 und 1901. Über eine erfolgreiche Zucht mit diesen Frankolinen ist jedoch nichts bekannt. In den 1970er Jahren wurden Sumpffrankoline auf dem US-amerikanischen Markt auch kurzzeitig als Ziervögel angeboten.

## Einzelbelege
1. 1 2 3   Francolinus gularis in der Roten Liste gefährdeter Arten der IUCN.
2. 1 2 3 4  Madge, McGowan und Kirwan: Pheasants, Partridges and Grouse. S. 197.
3. ↑  Raethel: Hühnervögel der Welt. S. 353.
4. ↑   Rufe des Sumpffrankolins auf Xeno Canto, aufgerufen am 1. September 2016
5. 1 2 3 4 5 6 7  Raethel: Hühnervögel der Welt. S. 354.
6. 1 2 3 4 5 6  Madge, McGowan und Kirwan: Pheasants, Partridges and Grouse. S. 198.
7. ↑   Mark Cocker, David Tipling: Birds and People. S. 179